# بارفيه جوياجون
بارفيه جوياجون (مواليد 22 فبراير 2001) هو لاعب كرة قدم من ساحل العاج يلعب في مركز خط الوسط في نادي مكابي نتانيا.